# Catedral de Mármore
Catedral de Mármore (em espanhol: Capilla de Mármol) é um afloramento geológico de mármore, localizado na margem oeste do Lago General Carrera, na comuna de Rio Ibañez, na região chilena de Aisén. Foi decretado como Santuário da Natureza do Chile, no dia 22 de junho de 1994, sob o Decreto nº 281.

## História
Cerca de 380 milhões de anos, ocorreu na região um evento geológico de depósitos sedimentares de calcário, a partir de uma corrente turbidítica, vindo das profundezas do oceano para o continente. Com o passar dos anos, as intempéries da natureza foram moldando os depósitos, formando ilhas, colunas e cavernas.
A denominação Capilla del Mármol foi dada pela Comissão de Fronteiras Argentinas, na publicação de um mapa argentino em 1902. E a Comissão de Fronteiras Chilenas, continuou com essa denominação, na publicação de um mapa chileno, no ano de 1904.
O relato mais antigo referente as formações de mármore foi no livro Escalando os Andes, publicado por Clemente Onelli em 1904. No livro, Onelli relata sobre sua viagem do Rio Negro até Punta Arenas, realizada entre os anos de 1896 e 1897. Quando estavam explorando o Lago Buenos Aires (atual Lago General Carrera), mencionou e fotografou as formações de mármore, denominando-as de "Ilhotas de Mármore".
No dia 22 de junho de 1994, as formações de mármore foram declaradas um Monumento Natural, na categoria Santuário da Natureza.

## Características
O afloramento se estende por 300 metros de faixa costeira, abrangendo uma área de 50 hectares; e está a 350 metros acima do nível do mar.
Possui cavernas e corpos maciços de mármore, em sua maioria de coloração branca, mas há a presença de mármore na coloração azul e na coloração rosa. O Instituto de Pesquisas Geológicas calcula que o depósito de mármore possui 5.000 milhões de toneladas, com um grau de 94% de carbonato de cálcio.

## Turismo
O santuário está aberto à visitação. Pode ser avistado através de barcos turísticos ou caiaques que saem do cais de Puerto Tranquilo. Para preservação do local, não é permitido caminhar pelas pedras.

## Galeria de fotos

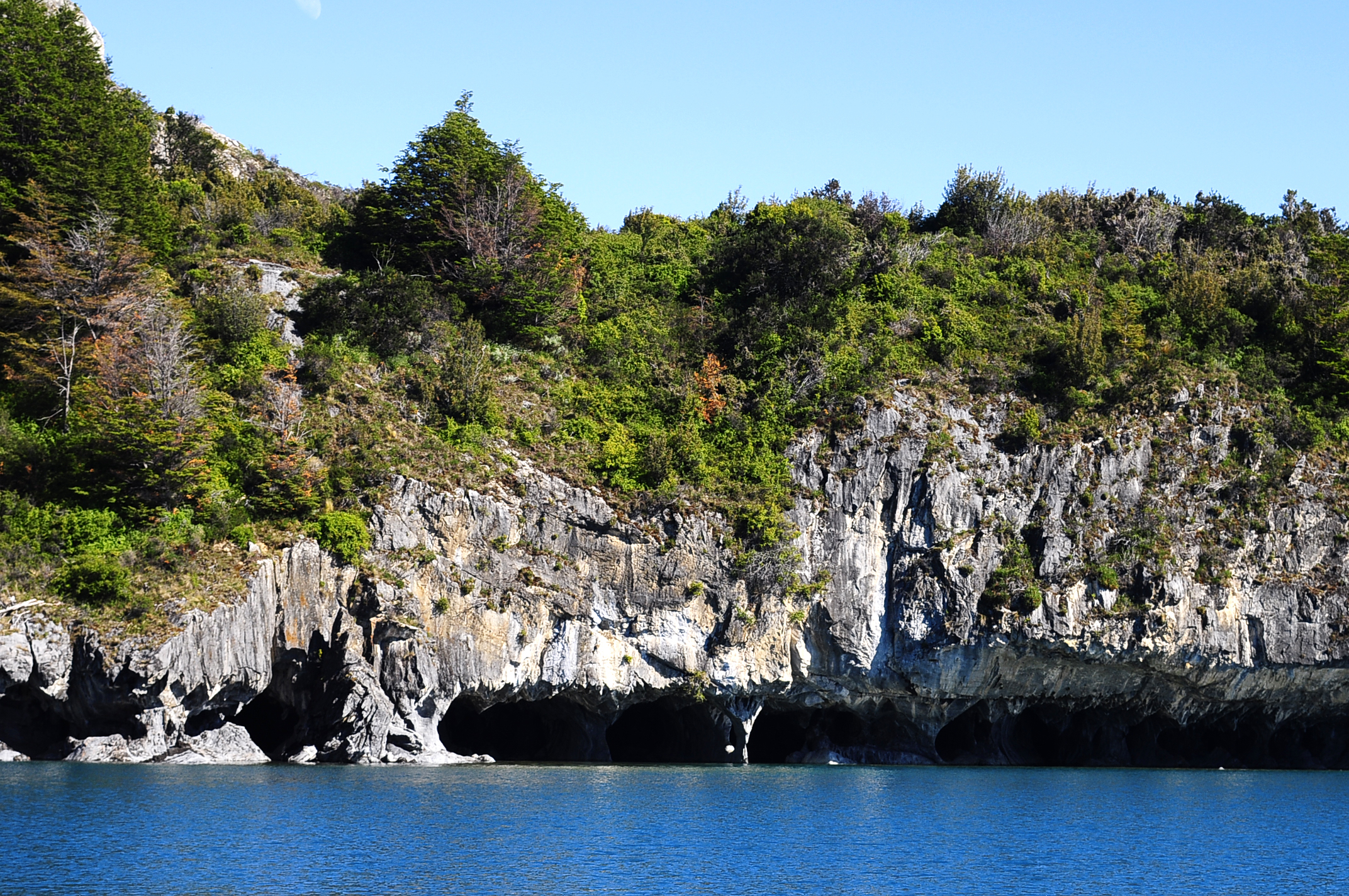
As cavernas
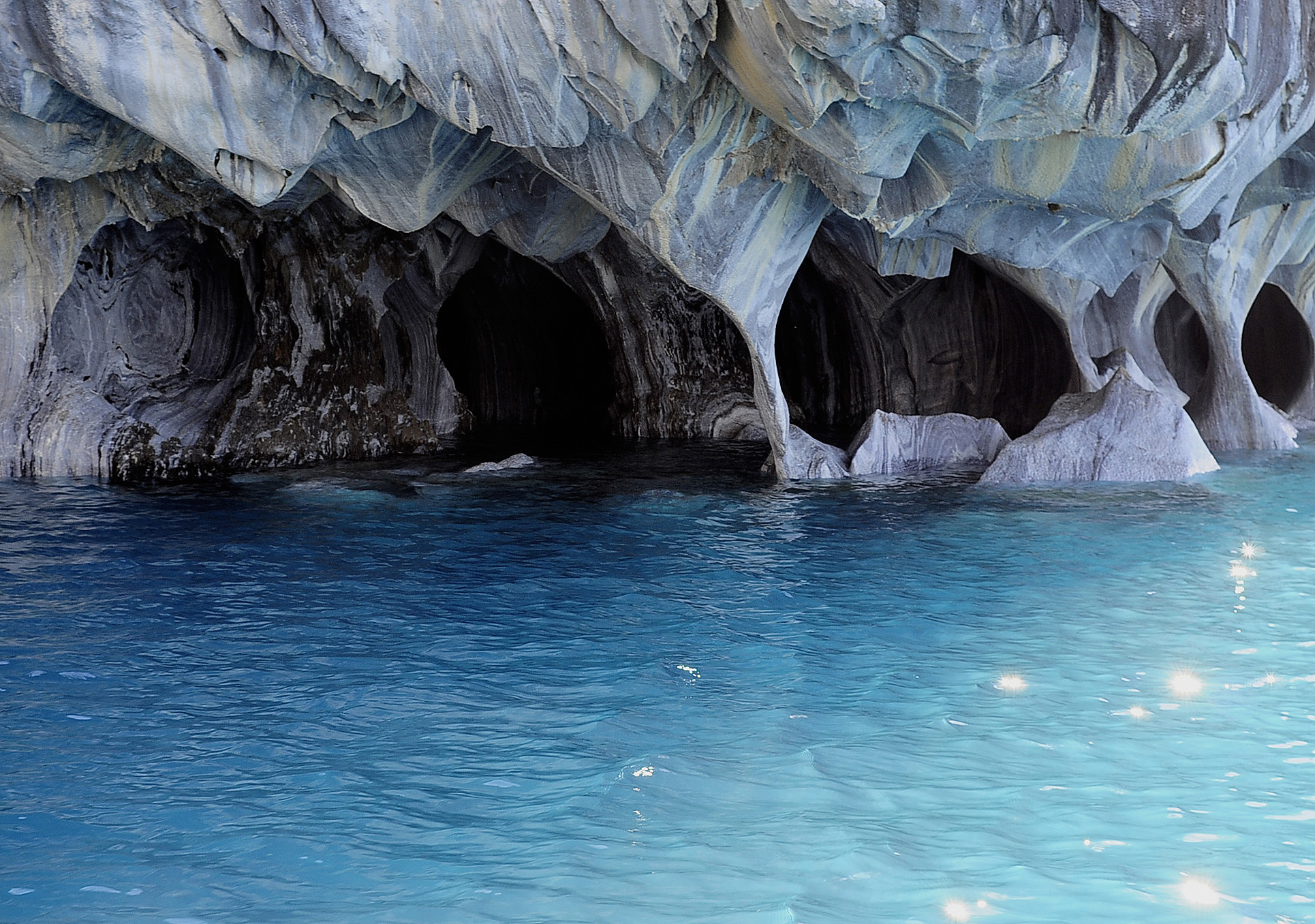
Entrada das cavernas
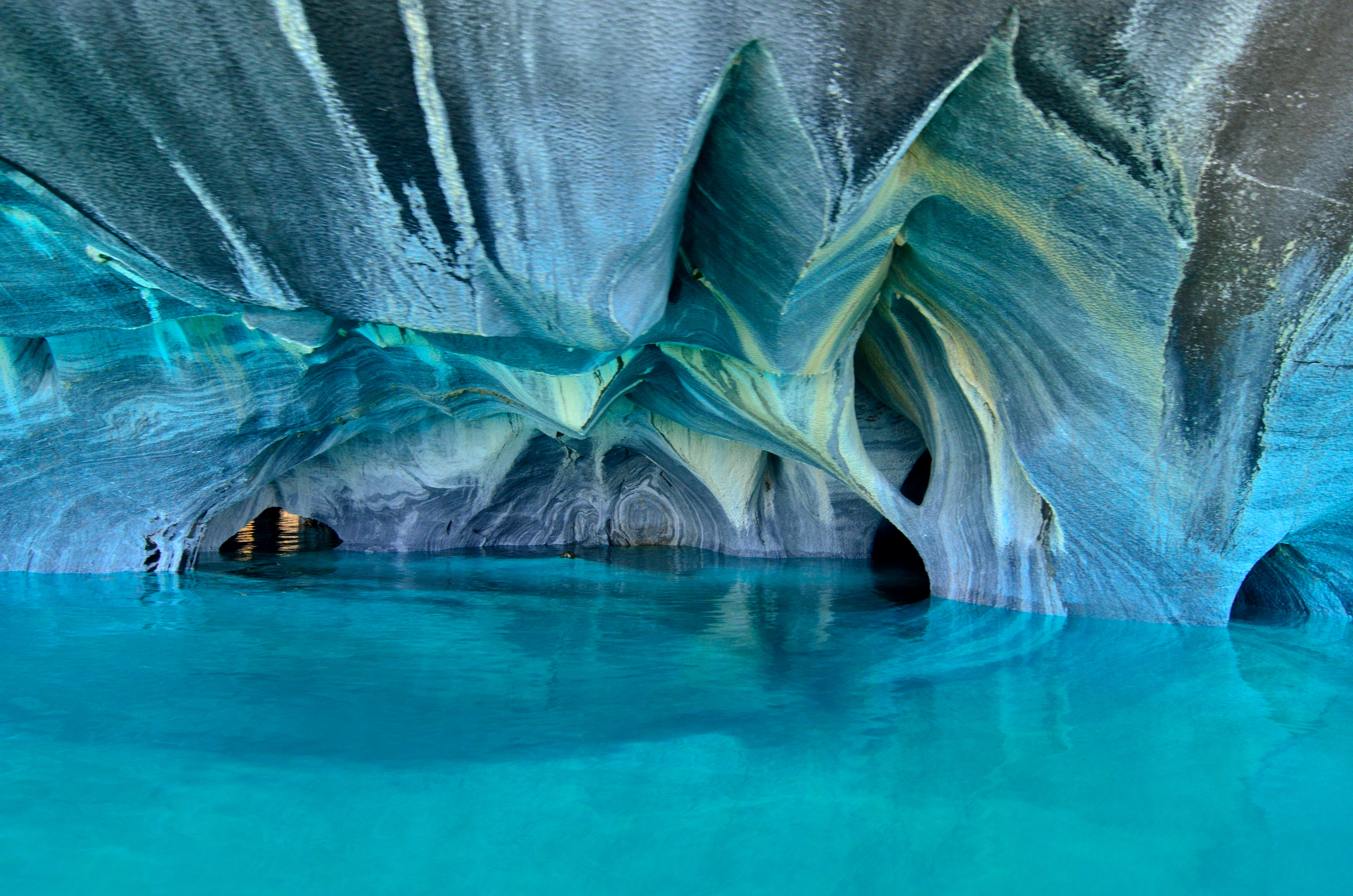
Interior das cavernas
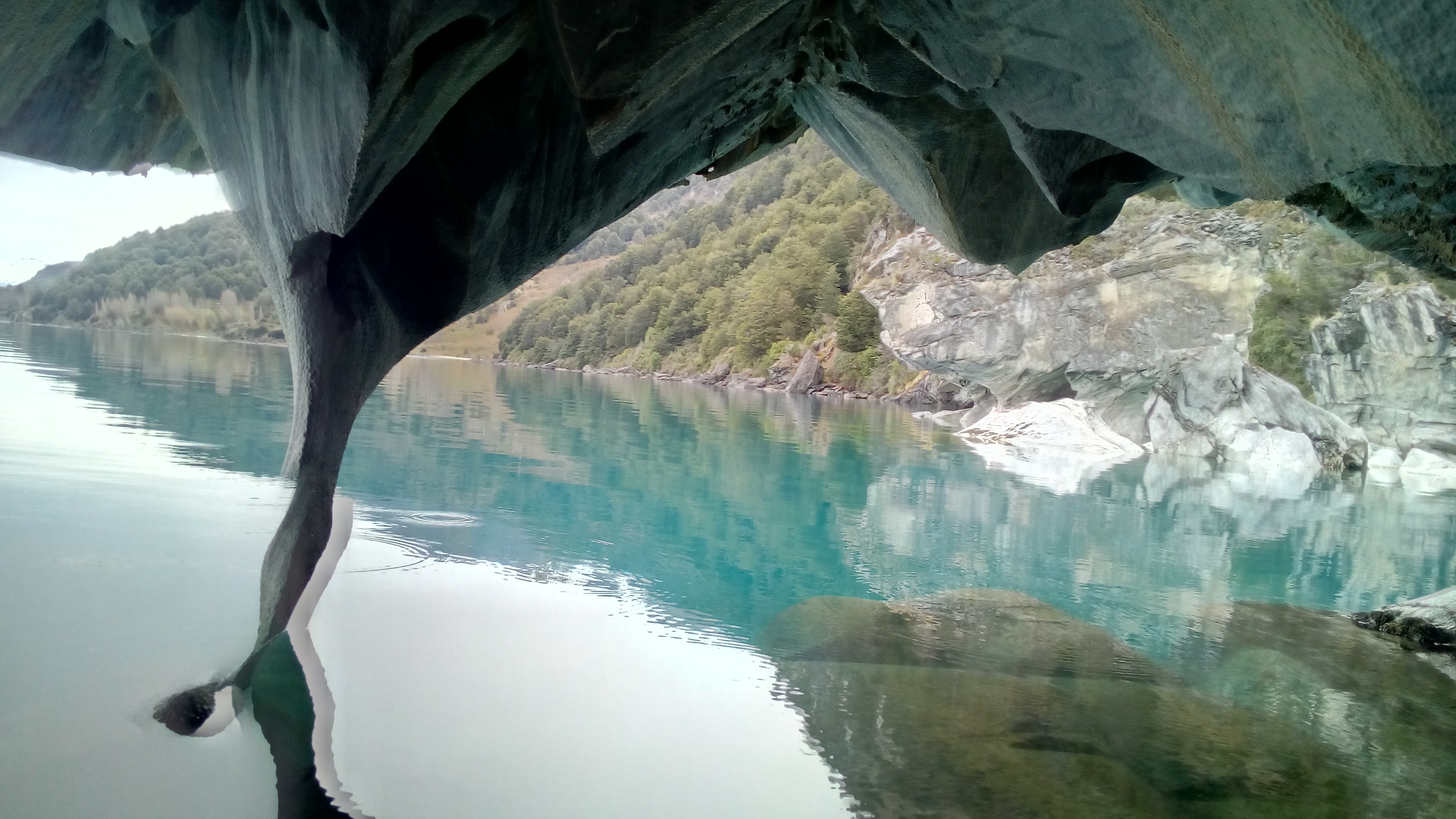
Interior das cavernas
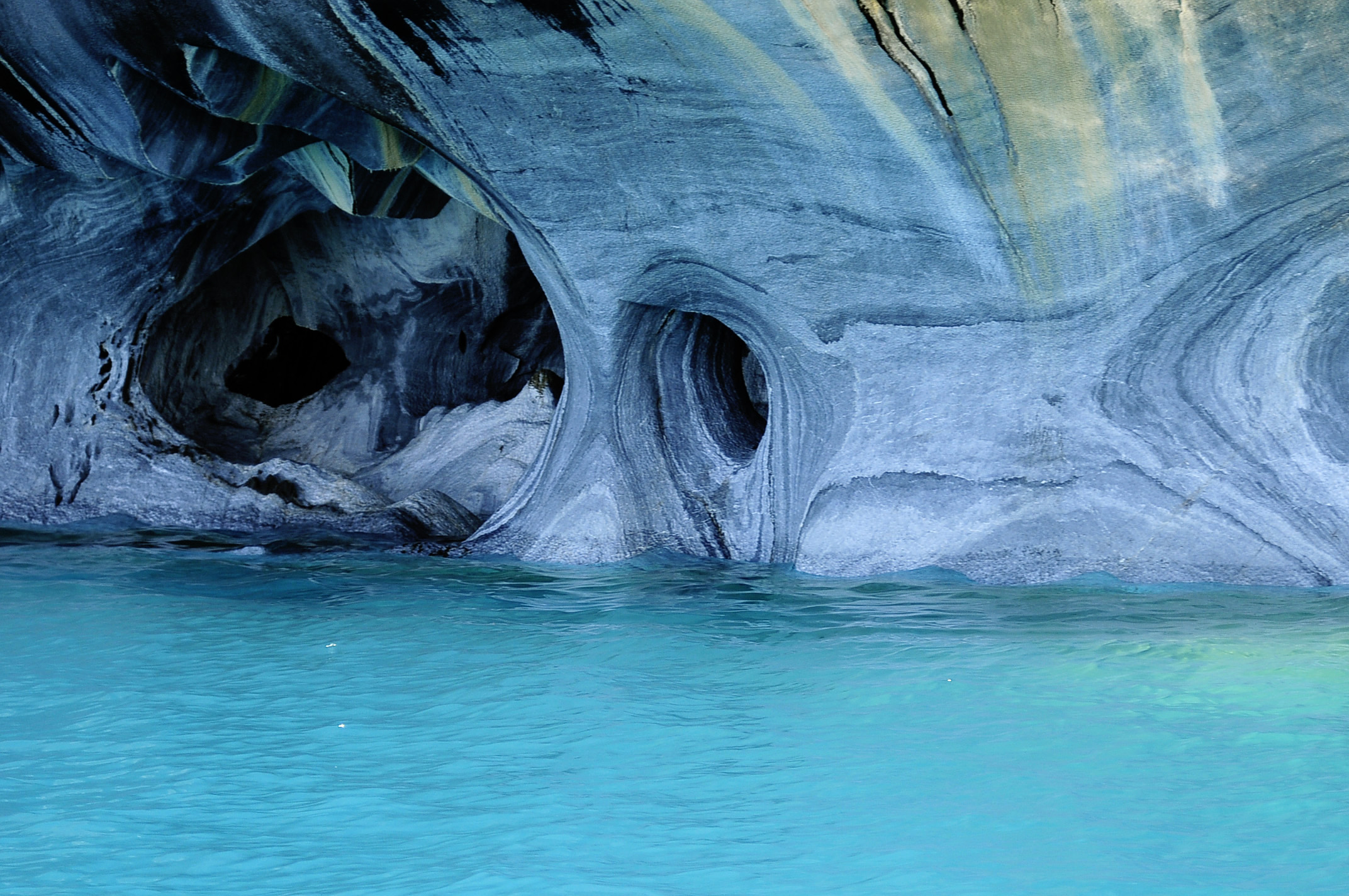
Paredes de mármore
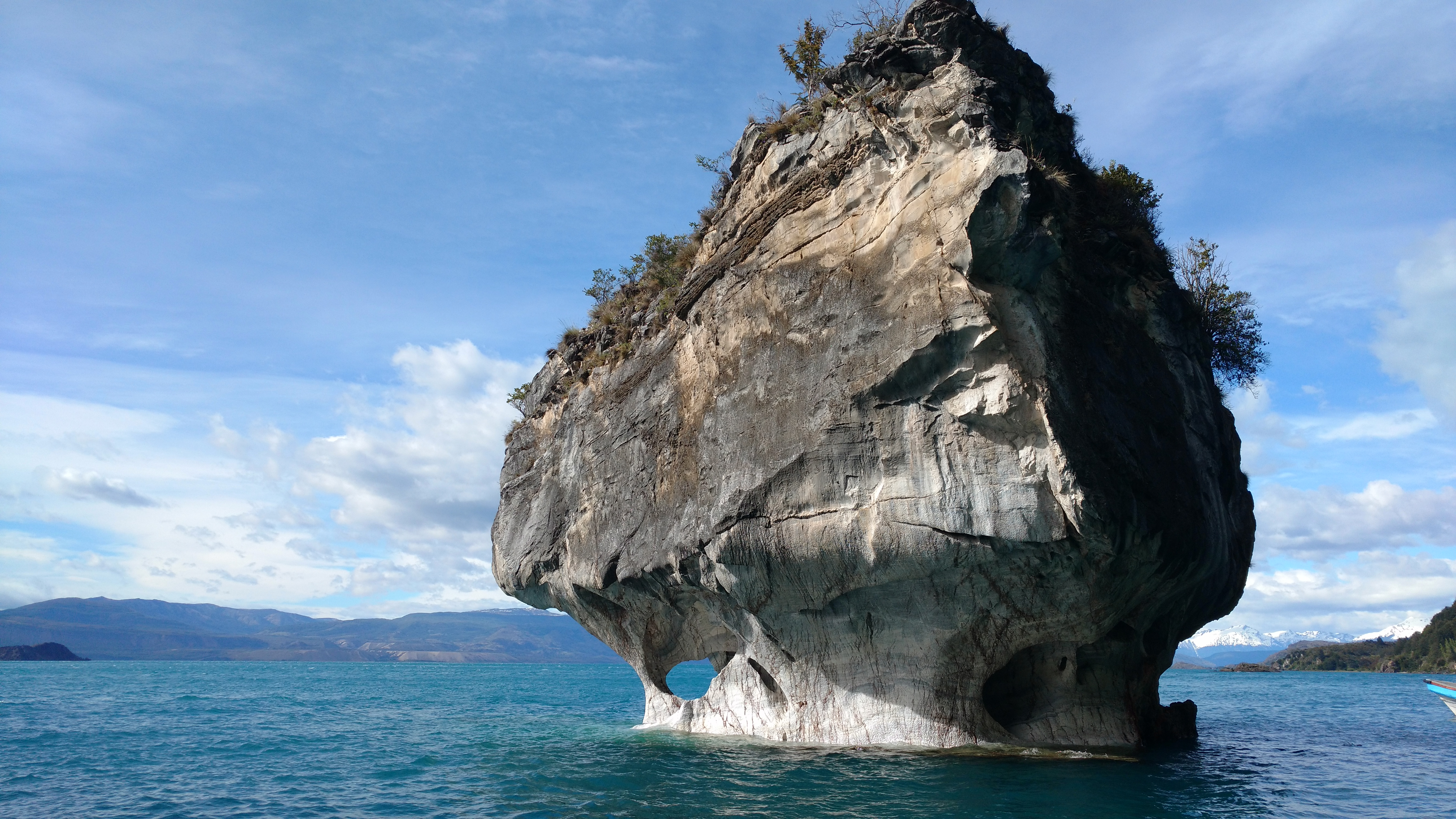
Capilla